# Diaspora dei tatari di Crimea
La diaspora dei tatari di Crimea (in tataro di Crimea Qırımtatar diasporası, in turco Kırım Tatar Diasporası) ebbe inizio con l'annessione della Crimea da parte della Russia nel 1783, anno a partire dal quale si ebbero varie ondate di migrazioni forzate dei tatari, protrattesi fino al 1917. La diaspora fu il risultato della colonizzazione russa dell'area che portò alla distruzione della vita sociale ed economica di questa popolazione.
L'atto finale della diaspora si ebbe nel 1944 durante la seconda guerra mondiale, quando gli ultimi tatari rimasti in Crimea vennero deportati in Asia centrale. Questi ultimi sono però considerati più una popolazione “in esilio” piuttosto che una comunità della diaspora.

## La diaspora ai tempi dell'impero ottomano
I primi tatari a lasciare la Crimea furono i mirzas, membri della classe dominante che, temendo le persecuzioni russe in seguito all'annessione della penisola, cercarono asilo presso la corte dell'impero ottomano e nel nord del Caucaso. Successivamente, molti tatari migrarono nell'impero ottomano, dove vennero accolti quali membri della popolazione musulmana dello scomparso Khanato di Crimea. Il territorio ottomano fu da essi chiamato aqtopraq (cioè “suolo bianco” o “suolo di giustizia”), visto che essi definivano la loro migrazione una egira simile a quella del profeta Maometto durante la sua fuga a Medina. L'ondata migratoria più consistente si ebbe durante la guerra di Crimea (1854-1856), quando il governo russo cominciò a considerare i tatari di Crimea una vera minaccia interna a causa della loro storica amicizia con gli ottomani.
Le autorità ottomane stanziarono la maggior parte dei tatari nella regione balcanica della Dobrugia, anche se alcuni di essi furono trasferiti in varie zone dell'Anatolia, dove molti tatari e nogay perirono a causa delle difficili condizioni climatiche. 
Sebbene alcuni dei tatari provenissero dalle zone costiere, urbane e montuose della Crimea, la maggioranza era comunque composta da contadini che abbandonavano le steppe della penisola.

## Esilio nell'Unione Sovietica
Il 18 maggio 1944, il governo sovietico deportò i tatari della Crimea che erano stati lasciati nell'area, spostandoli nell'Asia centrale. Dopo il 1989, quasi 300.000 tatari hanno avuto la possibilità di tornare in Crimea. Il loro ritorno ha incontrato la forte opposizione della restante popolazione della Crimea. Un altro gruppo di circa 270.000 tatari di Crimea rimane in Uzbekistan e in altre parti dell'ex Unione Sovietica. La situazione di questa popolazione è considerata più come una comunità in esilio che come una diaspora, anche se potrebbe trasformarsi in diaspora, se l'esilio dovesse prolungarsi ancora.